# Gore Vidal
Eugene Luther Gore Vidal (3 tháng 10 năm 1925 – 31 tháng 7 năm 2012) là một nhà viết kịch, nhà viết tiểu luận, kịch, và nhà hoạt động chính trị Mỹ. Cuốn tiểu thuyết thứ ba của ông, The City and the Pillar (tạm dịch: Thành phố và Cột (1948), một trong những tiểu thuyết đầu tiên công khai về các nhân vật đồng tính. Ông là nhà văn nổi tiếng cùng thời với những cố nhà văn như Norman Mailer, Truman Capote và Joseph Heller họ tạo nên "bộ tứ vĩ đại" của nền văn học Mỹ.
Ông cũng là một nhà bình luận sắc bén, những nhận xét vừa mỉa mai, tế nhị vừa sắc sảo, hài hước đã khiến ông nổi tiếng, thậm chí rất nhiều người dù không đọc tác phẩm nhưng vẫn biết đến ông.
Năm 2007, Gore Vidal là người đầu tiên đoạt giải Văn bút Borders, năm 2009, ông đoạt giải thưởng sách quốc gia trong năm 2009.
Ông ứng cử vào Hạ viện Hoa Kỳ hai lần vào năm 1960 và 1982 nhưng không đắc cử.